# MBM Tourismo
Der Tourismo war ein kompakter Strassensportwagen, den der Schweizer Rennwagenhersteller MBM Automobile 1962 baute. Das Auto basierte auf einer britischen Konstruktion und wurde nur in sehr geringen Stückzahlen hergestellt. Sein Schöpfer Peter Monteverdi produzierte ab 1967 hochpreisige Oberklassefahrzeuge.

## Hintergrund
Peter Monteverdi betrieb in Binningen im Schweizer Kanton Basel-Landschaft ein Unternehmen, das sich in den 1950er Jahren von einer Reparaturwerkstatt für Lastkraftwagen zu einem erfolgreichen Automobilhandel entwickelt hatte. Monteverdi war seit 1957 Konzessionär für Ferrari und übernahm später auch Vertretungen für Lancia, Bentley, Jensen und BMW. In seiner Freizeit fuhr er regelmässig Automobilrennen, zumeist in der Formel Junior und bei Bergrennen. Dabei setzte er ab 1960 selbst konstruierte Fahrzeuge ein, die er unter dem Markennamen MBM („Monteverdi Basel Motors“) präsentierte und zum Kauf anbot. Von 1960 bis 1962 entstanden 18 Monopostos, von denen die meisten mit einem Zweitaktmotor von DKW ausgestattet waren.
1962 stellte MBM neben den Rennwagen den Tourismo vor, einen geschlossenen Zweisitzer, der für den Einsatz im Strassenverkehr geeignet war. Eine Serienproduktion des Fahrzeugs war geplant, liess sich aber nicht verwirklichen. Bis zum 1967 vorgestellten Monteverdi High Speed 375 war der Tourismo das letzte Strassenfahrzeug, das Monteverdi konstruierte.

## Technik
Der Tourismo hatte eine Karosserie, die auf einem nach Werksangaben nur 22 kg wiegenden Gitterrohrrahmen ruhte. Der Aufbau war aus Kunststoff gefertigt. Er war als zweitüriges Fliessheckoupé gestaltet. Als Antrieb diente ein Vierzylinder-Viertaktmotor, der aus dem Programm des britischen Ford Anglia entnommen war. Ein solches Triebwerk hatte Monteverdi bereits für einen seiner Formel-Junior-Rennwagen verwendet (Typ C). Während er dort allerdings den Hub und das Verdichtungsverhältnis zum Zweck der Leistungssteigerung modifiziert hatte, übernahm er den britischen Motor für das Tourismo-Coupé konstruktiv unverändert. Lediglich die Gemischaufbereitung wurde neu konzipiert: Anstelle des serienmässigen Solex-Fallstromvergasers installierte Monteverdi einen Doppelvergaser von Weber. Damit sollte die Motorleistung nach Werksangaben von 45 auf 85 PS ansteigen. Der Motor war hinter der Vorderachse installiert. Ein serienmässiges Vierganggetriebe des Ford Anglia übertrug die Kraft auf die Hinterräder.
MBM verwendete zahlreiche technische Bauteile von Grossserienherstellern. Neben dem Motor und dem Getriebe kamen auch die hintere Starrachse und die Bremsen von Ford. Sie entsprachen den Komponenten des britischen Mittelklassemodells Consul. Die Zahnstangenlenkung dagegen wurde von der Renault Dauphine übernommen.
Der Tourismo war 3,35 lang und 1,10 m hoch.

## Ein Heron-Nachbau?
Peter Monteverdi erweckte den Eindruck, den Tourismo selbst konzipiert und konstruiert zu haben. Die 1980 erschienene, von Monteverdi in Auftrag gegebene Werkschronik führt aus, Monteverdi habe 1960 eine „internationale Rennwagenschau“ in London besucht. Dort habe er eine Anzahl bemerkenswerter Kunststoffkarosserien gesehen, die ihn auf die Idee gebracht hätten, einen kleinen GT-Wagen für den Gebrauch auf normaler Strasse zu bauen: „Das war die Geburtsstunde des MBM Tourismo“. Die Kunststoffkarosserie sei in Grossbritannien nach Peter Monteverdis Angaben gefertigt worden. Auch bei der Präsentation des Fahrzeugs gab es keine Hinweise auf anderweitige Urheber.
In der Automobilliteratur besteht dagegen seit einigen Jahren Einigkeit darüber, dass der MBM Tourismo tatsächlich auf der Konstruktion des britischen Heron Europa beruhte, den Monteverdi im Wesentlichen übernommen hatte. Das in Greenwich ansässige Unternehmen Heron Plastics produzierte seit 1961 den Europa als Kit Car, das auf der Basis des Ford Anglia aufzubauen war. Zum Lieferumfang gehörte eine Kunststoffkarosserie, die der des MBM Tourismo mit Ausnahme einiger Details sehr ähnlich sah. Die Technik des Europa war wie die des Tourismo auf den Ford Anglia ausgelegt. Auch die Abmessungen des Tourismo entsprachen denen des Heron. Beobachter gehen daher davon aus, dass Monteverdi einen Europa-Bausatz in seiner Werkstatt, ggf. mit einigen Änderungen im Detail, zusammenbauen liess und seine Planungen dahin gingen, das Modell als fertiges Fahrzeug unter seinem Namen zu verkaufen.

## Produktion
Monteverdi plante anfänglich, den Tourismo in Serie zu fertigen. MBM liess Verkaufsprospekte drucken, in denen der Tourismo in englischer Sprache als „Zwerg mit der Beschleunigung eines Riesen“ beschrieben wurde. In welchem Umfang die Serienproduktion geplant war, ist unklar. Die Werkschronik spricht von einer erwarteten Auflage von fünf Fahrzeugen, in der zeitgenössischen Presse war von 100 Exemplaren die Rede. Tatsächlich kam eine Serienproduktion nicht zustande. Die Werkschronik behauptet, der 1961 aufgebaute Tourismo sei ein Einzelstück geblieben, andere halten eine Produktion von zwei oder drei Fahrzeugen für möglich.